# Strahinja Erić
Strahinja Erić (* 24. Oktober 2000 in Sokolac, Bosnien und Herzegowina) ist ein bosnischer Skilangläufer.

## Werdegang
Erić startete im März 2015 in Pale erstmals im Balkan Cup und belegte dabei den 24. Platz über 10 km Freistil. Beim Europäischen Olympischen Winter-Jugendfestival 2017 in Erzurum kam er auf den 32. Platz über 10 km Freistil und auf den 28. Rang im Sprint. In der Saison 2018/19 siegte er in Sjenica zweimal über 10 km Freistil und holte damit seine ersten Siege im Balkan Cup. Zudem errang er zweimal den dritten und einmal den zweiten Platz und gewann damit die Gesamtwertung des Balkan Cups. Beim Saisonhöhepunkt, den nordischen Skiweltmeisterschaften 2019 in Seefeld in Tirol, lief er auf den 92. Platz im Sprint. In der folgenden Saison kam er mit je zwei zweiten und dritten Plätzen, auf den zweiten Platz in der Gesamtwertung des Balkancups. Im Dezember 2019 startete er in Davos erstmals im Weltcup und belegte dabei den 83. Platz über 15 km Freistil und den 73. Rang im Sprint. Auch in der Saison 2020/21 errang er mit je zwei zweiten und dritten Plätzen den zweiten Platz in der Gesamtwertung des Balkancups. Seine besten Resultate bei den nordischen Skiweltmeisterschaften 2021 in Oberstdorf waren der 67. Platz im Skiathlon und der 32. Rang zusammen mit Milos Colic im Teamsprint. In der folgenden Saison erreichte er mit je einen ersten und dritten Platz den achten Platz in der Gesamtwertung des Balkan-Cups. Bei den Olympischen Winterspielen 2022 in Peking belegte er den 87. Platz über 15 km klassisch, den 59. Rang im Sprint und den 52. Platz im 50-km-Massenstartrennen.

## Siege bei Continental-Cup-Rennen
| Nr. | Datum            | Ort        | Disziplin                   | Serie      |
| --- | ---------------- | ---------- | --------------------------- | ---------- |
| 1.  | 9. Februar 2019  | Sjenica    | 10 km Freistil              | Balkan-Cup |
| 2.  | 10. Februar 2019 | Sjenica    | 10 km Freistil              | Balkan-Cup |
| 3.  | 27. Februar 2022 | Ravna Gora | 10 km klassisch Massenstart | Balkan-Cup |
| 4.  | 11. Februar 2023 | Ravna Gora | Sprint Freistil             | Balkan-Cup |
| 5.  | 12. Januar 2025  | Mavrovo    | 10 km Freistil              | Balkan-Cup |
| 6.  | 31. Januar 2025  | Pigadia    | 5 km Freistil               | Balkan-Cup |
| 7.  | 1. Februar 2025  | Pigadia    | 10 km Freistil              | Balkan-Cup |

## Teilnahmen an Weltmeisterschaften und Olympischen Winterspielen

### Olympische Spiele
- 2022 Peking: 52. Platz 50 km Freistil Massenstart, 59. Platz Sprint Freistil, 87. Platz 15 km klassisch

### Nordische Skiweltmeisterschaften
- 2019 Seefeld in Tirol: 90. Platz Sprint Freistil
- 2021 Oberstdorf: 32. Platz Teamsprint Freistil, 67. Platz 30 km Skiathlon, 80. Platz 15 km Freistil, 109. Platz Sprint klassisch
- 2023 Planica: 28. Platz Teamsprint Freistil, 77. Platz Sprint klassisch, 83. Platz 15 km Freistil
- 2025 Trondheim: 77. Platz Sprint Freistil, 102. Platz 10 km klassisch